# Museum unter Wasser
Museum unter Wasser ist ein Projekt der Tauchsportgruppe Konstanz e.V. (TSGK) in Zusammenarbeit mit der Sektion Unterwasserarchäologie der Gesellschaft für Archäologie in Württemberg und Hohenzollern und dem Landesdenkmalamt Baden-Württemberg, das sich mit aktivem Denkmalschutz unter Wasser beschäftigt. Am Beispiel des bisher einzigen Exponats, des Lehmschiffs (eine  Lädine) vor Ludwigshafen am Bodensee, zeigt das Projekt Richtlinien zu denkmalgerechtem Tauchen. In einer Tiefe von etwa 22 m befindet sich das Wrack eines alten Seglers. Eine Informationstafel informiert über das Wrack und über denkmalgerechtes Tauchen. Taucher müssen gut tariert sein und über der Tafel schweben, um sie lesen zu können. Diese Lädine ist einfach für Sporttaucher erreichbar.